# Autoroute A-66 (Espagne)
Pour les articles homonymes, voir A66.
L'autoroute espagnole A-66 E803 appelée aussi Autovia Ruta de la Plata est une longue autoroute et un important axe de communication qui relie le nord au sud de l'Espagne par l'ouest. 

Elle est appelée Ruta de la Plata (Via de la Plata) car elle est suit une ancienne route historique romaine d'Espagne pour le Pèlerinage de Saint-Jacques-de-Compostelle au départ de Séville.
Elle double la N-630 sur toute la longueur du parcours.
Elle permet de relier les villes de Séville en Andalousie à Gijón dans la Principauté des Asturies, en desservant des grandes villes intermédiaires comme Mérida, Salamanque, Zamora, Benavente, León et Oviedo.
L'A-66 est divisée en deux sections :
- de Séville à León ;
- de Campomanes à Serin (Gijón).

Ces deux sections sont reliées par l'AP-66.

## Tracé

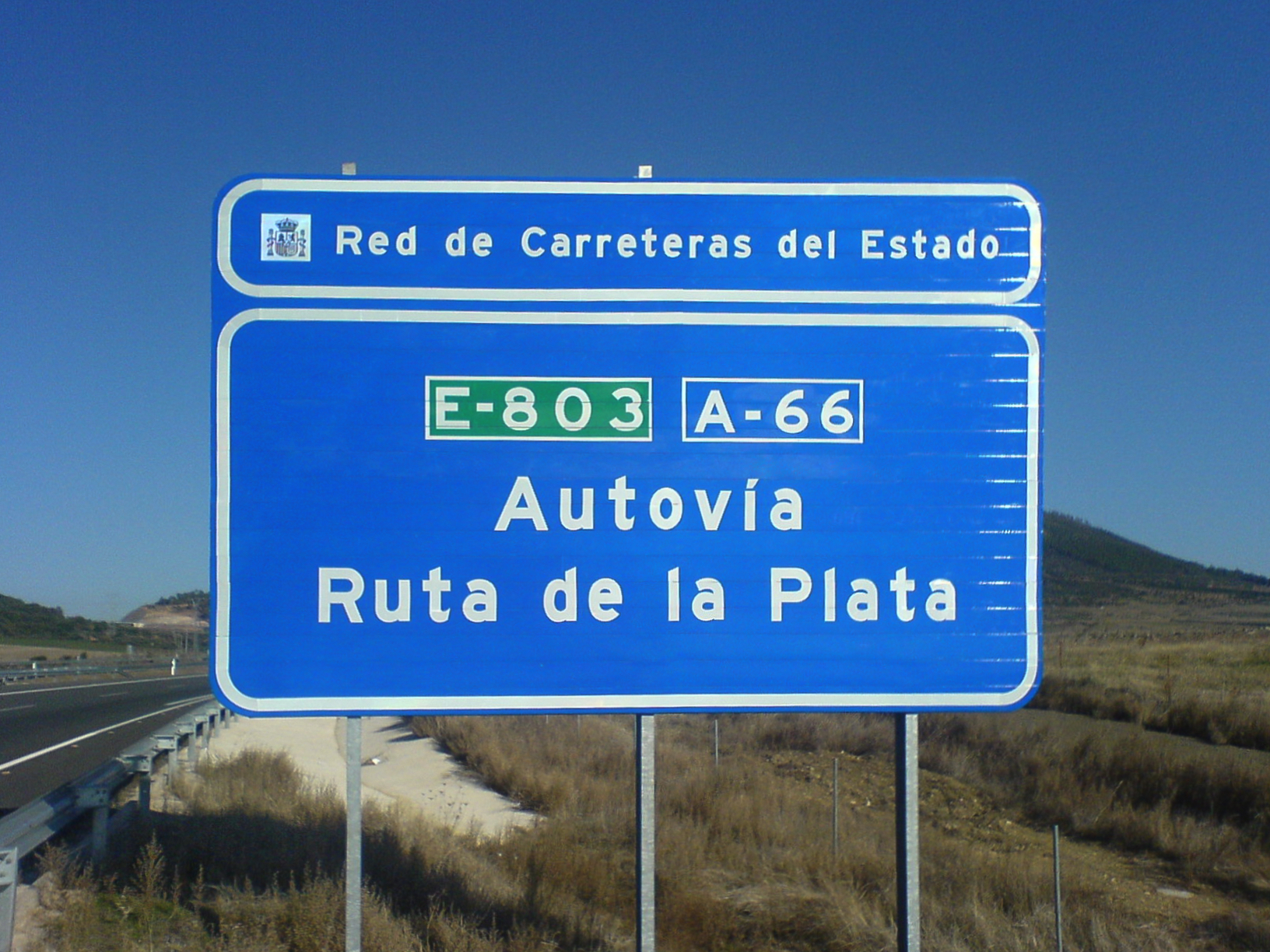
Panneau informatif de l'A-66

- L'autoroute débute à Serin (Gijón) à la bifurcation avec l'A-8.
- Elle suit la Ruta de la Plata où peu avant Oviedo vient se connecter l'A-64 qui la relie à l'A-8 Est à hauteur de Villaviciosa.
- Elle contourne Oviedo par l'est d'où se détachent les différentes pénétrantes de la ville (A-66a, O-11 et O-12) et au sud elle bifurque avec l'A-63 qui permet de relier la commune à l'A-8 Ouest (Luarca).
- 15 km plus loin l'A-66 bifurque avec l'autoroute autonome AS-1 qui permet de relier Gijón au sud de l'Espagne sans passer par Oviedo.
- Peu après l'A-66 devient payante jusqu'à León et s'appelle AP-66.
- À Léon l'AP-66 redevient A-66 au croisement autoroutier avec AP-71 (León - Astorga) et la LE-30 (rocade sud de León) et quelques kilomètres plus loin elle bifurque avec l'A-231 à destination de Burgos.
- A Benavente, l'A-66 emprunte l'A-6 pendant une dizaine de kilomètres avant de repartir en direction de Zamora.
- Autour de Zamora, l'A-66 va la contourner par l'est en croisant l'A-11 en provenance de Soria et d'où se détacheront les différentes pénétrantes de la ville (ZA-11, ZA-12 et ZA-13).
- L'autovia réapparait au nord de Salamanque en bifurquant avec l'A-62 en tronc commun pendant le contournement de la ville par l'ouest. Alors qu'au sud de la ville se détache la rocade sud SA-20 qui relie l'A-66 et l'A-50.
- L'autoroute poursuit son chemin vers le sud via la Ruta de la Plata jusqu'à 130 km plus loin où au sud de Plasencia elle bifurque avec l'autovia autonome EX-A1 qui la relie à l'A-5 et au Portugal.
- Arriver à Càceres qu'elle contourne par l'ouest en desservant les différentes zones de la ville via les pénétrantes CC-11 (Pénétrante nord) et CC-211 (Pénétrante ouest).
- Toujours dans l'Estrémadure, au nord de Mérida, l'A-66 bifurque avec l'A-5 et la pénétrante nord ME-11 en tronc commun pendant le contournement de la ville par l'ouest pour se détacher au sud de la ville pour poursuivre son chemin vers Séville.
- À hauteur de Zafra vont se connecter l'EX-A3 en provenance de Jerez de los Caballeros et la future A-81 en provenance de Badajoz et à destination de Grenade ainsi que l'autovia en projet entre Huelva et Badajoz.
- À El Garrobo va se déconnecter la future A-47 qui va connecter Séville au Portugal par Rozal de la Frontera.
- Enfin sur la dernière partie, 50 km plus loin, l'A-66 arrive dans l'agglomération de Séville où elle va croiser dans un premier temps le futur périphérique de l'agglomération de Séville SE-40 pour ensuite se connecter au périphérique de Séville SE-30 au nord de la ville.

## Sorties

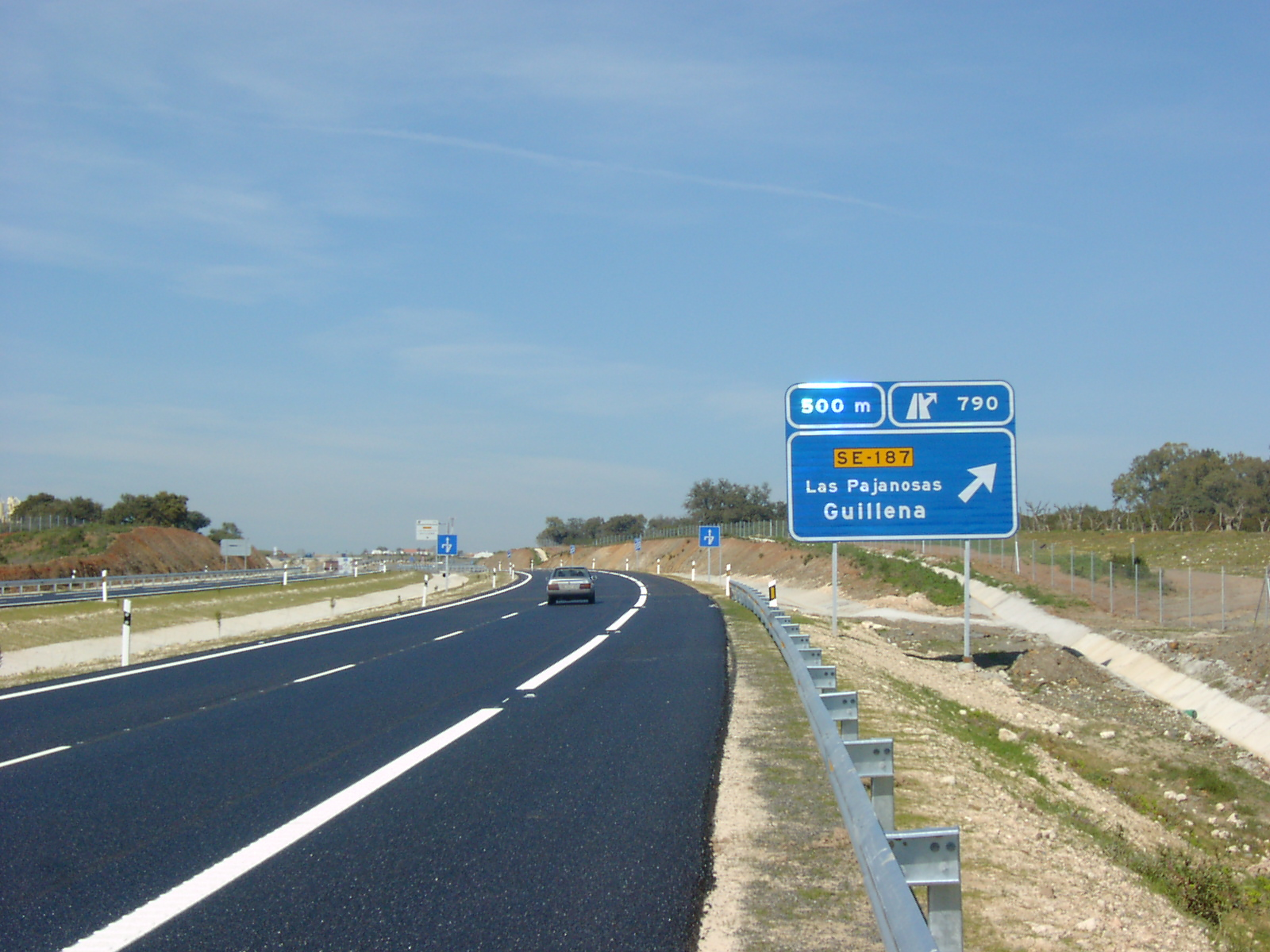
L'A-66 au nord de Séville

### De Gijon à Campomanes
- 2 (de et vers Séville) : El Musel ( N-641 ); sortie de Gijon, début du  GJ-81
- 3: Tremañes ( GJ-10 ) - Somonte ( AS-19 ) - Candas, Luanco ( AS-118 )
- Échangeur autoroutier entre A-8 et A-66/ GJ-81   : Gijón - Santander - Bilbao; fin du  GJ-81
- Échangeur autoroutier entre A-8 et A-66 : Avilés - La Corogne; début de l'A-66
- Aire de service Castiello (dans les deux sens)
- 22 : Lugones, Posada de Llanera, La Fresneda ( AS-17 )
- 24  Échangeur autoroutier entre A-66 et A-64 : Langreo - Santander
- 25  Échangeur autoroutier entre A-66 et  O-14  (de et vers Gijon) : Oviedo
- 27 (de et vers Séville) : Oviedo-nord - Colloto ( N-634 )
- 29 : Oviedo ( O-11 )
- Tunnel d'Angel Uriel (300 m)
- 31/32  Échangeur autoroutier entre A-66,  O-12  (Oviedo) et A-63 (Grado, La Espina)
- 35 (depuis Séville) : La Manjoya - Bueño - El Caloyo
- 35/36 : Soto de Rieba, Morcin, Riosa ( N-630 )
- 40 : Langreo ( AS-116 ) - La Manzaneda - Olloniego ( AS-242 )
- 44 (depuis Gijon et vers les deux sens) : Cardeo - Albaña
- Tunnel d'El Padrun (1 782 m)
- 46/47  Échangeur autoroutier entre A-66 et AS-I : Langreo, Gijón
- 46/48 : Mieres - Langreo ( AS-111 )
- 50 : Mieres-sud - Figaredo ( AS-242 )
- 54 : Ujo ( MI-3 ) - Santa Cruz, Moreda ( AS-112 ) - Turon ( AS-242 )
- Aire de service Castiello (dans les deux sens)
- 59 : Pola de Lena - Riosa ( AS-231 )
- 61 (de et vers Séville) : Pola de Lena ( AS-242 )
- 64 (de et vers Séville) : Campomanes ( N-630 ) - Vega del Rey ( AS-242 )
- 64 (de et vers Gijon) : Campomanes, Leon par le col de Pajares ( N-630 ) +  l'A-66 devient l'AP-66 ()

### De Campomanes à Leon (AP-66)
L'A-66 devient l'autoroute AP-66.
- 64 (de et vers Gijon) : Campomanes, Leon par le col de Pajares ( N-630 ) +  l'A-66 devient l'AP-66 ()
- Aire de repos La Cortina (sens Gijon-Séville)
- Tunnels de Entrerregueras (275 ou 280 m), de Pando (1 220 ou 1 453 m) et de Vegaviesga (230 ou 236 m)
- Aire de repos Lena (sens Séville-Gijon)
- Tunnel de El Negrón (4 100 ou 4 144 m); Passage des Asturies à Castille-et-Leon
- Aire de service Caldas de Luna (dans les deux sens) (pas de station à essence dans le sens Séville-Gijon)
- : Tunnel de Oblanca (650 ou 667 m)
- 93 : Villablino, Caldas de Luna ( CL-623 )
- Pont Fernades Casado
- Tunnel de Cosera (220 m)
- Aire de repos Mirador de los Barrios de Luna (sens Séville-Gijon)
- Tunnel de Barrios (1 660 ou 1 614 m)
- Aire de repos Mora de Luna (sens Gijon-Séville)
- 113 : La Magdalena, La Robla ( CL-626 ) +  Péage de La Magdalena
- Aire de repos Rioseco de Tapia (dans les deux sens)
- Aire de service Rioseco de Tapia (dans les deux sens)
- Aire de repos Montejos del Camino (dans les deux sens)
- 139 : entrées dans les deux sens seulement
- 143/144 : León, Astorga ( N-120 )
- 144 Échangeur autoroutier entre AP-66/A-66 et AP-71 : Astorga, La Corogne (AP-71) - León ( LE-30 ) +  l'AP-66 redevient l'A-66

### DeLeónà Salamanque
- 144 Échangeur autoroutier entre AP-66/A-66 et AP-71 : Astorga, La Corogne (AP-71) - León ( LE-30 ) +  l'AP-66 redevient l'A-66
- 149 : La Baneza, Santa Maria del Paramo ( CL-622 )
- 152  Échangeur autoroutier entre A-66 et A-231 : Onzonilla, Leon ( LE-11 ) - Burgos (A-231)
- 160 : Ardon - Valdeviembre
- Aire de repos Ardon (dans les deux sens)
- 172 : Villamañan, Santa Maria del Paramo, Valencia de Don Juan ( CL-621 )
- 182 : Toral de los Guzmanes
- 194 : La Antigua, Villaquejida, Valderas ( LE-412 ),  Aire de service Palazuelo (dans les deux sens)
- Aire de repos Adanero (dans les deux sens)
- 205 Échangeur autoroutier entre A-6 (Lugo, La Corogne), A-66 et A-52 (Ourense, Vigo)
- Tronçon commun avec l'A-6 entre  267 et  255
- 266 (tronc commun avec l'A-6) : Benavente - Villabrazaro
- 264 (tronc commun avec l'A-6) : San Cristobal ( N-630 ) (de Séville et vers les deux sens), Benavente (depuis Gijon)
- 262/261 (tronc commun avec l'A-6) : Benavente, centre logistique CyLog
- 259 (tronc commun avec l'A-6) : Benavente - Santa Cristina de la Polvorosa ( N-525 )
- 257 (tronc commun avec l'A-6)/217 : Paradores de Castrogonzalo, Palencia ( N-610 ) - Zamora ( N-630 )
- 255 (tronc commun avec l'A-6)/218  Échangeur autoroutier entre A-6(Tordesillas, Valladolid, Madrid) et A-66
- 228 : Villaveza del Agua, Santovenia del Esla ( N-630 )
- 232 : Santovenia del Esla ( N-630 ) - Breto ( ZA-100 )
- 238 : Granja de Moreruela ( N-630 ) - Faramontanos de Tabara ( ZA-123 )
- 245 : Riego del Camino - Manganeses de la Lampreana ( ZA-714 )
- 250 : Fontanillas de Castro ( N-630 )
- 255 : Puebla de Sanabria, Ourense ( N-631 ) - San Cebrian de Castro ( N-630 )
- 261 : Montmarta ( N-630 )
- Aire de repos Cubillo (dans les deux sens)
- 268 : Roales, Valcabado ( N-630 )
- 271  Échangeur autoroutier entre A-66 et A-11 : Zamora-nord, Bragance (Portugal)
- 275 : Monfarracinos, Zamora, Villalpando ( CL-612 )
- 276/277 Échangeur autoroutier entre A-66 et A-11 : Zamora-est ( ZA-12 ) - Valladolid (A-11) +  277 :  N-122
- Pont sur le Douro
- 282 : Moraleja del Vino ( ZA-610 ) - Fuentesauco, Zamora ( CL-605 )
- 285 (de et vers Séville) : Morales del Vino, Zamora-sud ( N-630 )
- 289 : Morales del Vino, Cazurra, El Perdigon, Peleas de Abajo ( N-630 )
- 295 : Corrales ( N-630 )
- 306 : El Cubo de Tierra del Vino ( N-630 ) - Fuentesauco, Villamor de los Escuderos ( ZA-602 )
- 322 : La Vellés ( ZA-601 )
- 326 : Calzada de Valdunciel, Valdunciel ( N-630 )
- 332 : Castellanos de Villiquera ( N-630 )
- 336  Échangeur autoroutier entre A-62 et A-66 : Salamanque-nord ( SA-11 ) - Tordesillas, Valladolid, Burgos (A-62)
- Tronçon commun avec l'A-62 entre  239 et  244
- 240 (tronc commun avec l'A-62) : Salamanque, Villamayor ( SA-300 )
- 243  (tronc commun avec l'A-62) : Salamanque-ouest
- 244  (tronc commun avec l'A-62)  Échangeur autoroutier entre A-62 et A-66 (de et vers Gijon/Burgos) : Vitigudino ( CL-517 ) -  Ciudad Rodrigo, Portugal (A-62)

### De Salamanque à Mérida
- 244 (tronc commun avec l'A-62)  Échangeur autoroutier entre A-62 et A-66 (de et vers Gijon/Burgos) : Vitigudino ( CL-517 ) -  Ciudad Rodrigo, Portugal (A-62)
- Carrefour giratoire entre A-66 et  N-620  : Salamanque-sud ( Aire de service ), vers A-62
- 343 (de et vers Gijon) : Avila ( SA-20 A-50) - Salamanque-sud, Alteadejada ( CL-517 )
- 346 (depuis les deux sens et vers Séville) : Salamanque-sud ( N-630 ) - Avila ( SA-20 A-50)
- 348 : Arapiles - Miranda de Azan,  Aire de service
- 352 : Mozarbez ( N-630 )
- 360 : Martinamor ( N-630 )
- 364 : Beleña ( N-630 ) - Buenavista
- 371 : Fresno Alhandigua, Pedrosillo de los aires ( N-630 )
- 376 : La Maya ( N-630 ) - Galinduste,  Aire de service La Maya (dans les deux sens)
- 380 : Montejo
- 387 : Guijuelo-nord
- 393 : Guijuelo-sud
- 396 : Fuentes de Bejar - La Cabeza de Bejar
- 398/400 : Nava de Bejar - Ledrada
- 401 (depuis Gijon et vers les deux sens) : Sorihuela-nord
- 403 : Fresnedoso ( N-630 ) - Sorihuela, Piedrahita ( SA-102 )
- 407 : Vallejera de Riofrio, El Barco de Avila ( N-630 )
- 410 : Bejar-nord, Valdesangil ( N-630 )
- 414 : Bejar-ouest, Ciudad Rodrigo ( SA-220 )
- Viaduc sur le Rio Cuerpo de Hombre
- 417 : Bejar-sud - Cantagallo
- Aire de repos Cantagallo (sens Séville-Gijon)
- 424 : Puerto de Bejar - Penacaballera
- Passage de la Castille-et-León à l’Estrémadure
- 427 : Baños de Montemayor ( N-630 ),  Aire de repos
- 436 : Aldeanueva del Camino ( N-630 ) - Hervas ( EX-205 )
- 442 (depuis les deux sens et vers Gijon) La Granja, Villanueva de la Sierra ( EX-205 )
- 446 : Casas del Monte - Zarza de Granadilla
- 449 : Jarilla
- 455 : Guijo de Granadilla - Villar de Plasencia,  Aire de service
- 463 : Oliva de Plasencia
- 471 : Plasencia, Carcabozo, Pozuelo de Zarzon ( EX-370 )
- 479  Échangeur autoroutier entre A-66 et EX-A1 : Portugal, Navalmoral de la Mata, Madrid (EX-A1) - Plasencia, Avila ( N-110 )
- 488/489 : Mirabel - Riolobos,  Aire de service Mirabel (sens Gijon-Séville)
- 494 :  Aire de service Malpartida de Plasencia (dans les deux sens)
- 498 (de et vers Gijon) : Grimaldo ( N-630 )
- 503/505 : Grimaldo ( N-630 ) - Casas de Millán - Torrejoncillo,  Coria ( EX-109 )
- 508 : Cañaveral ( N-630 )
- Pont Arcos de Alconétar sur le Tage
- 523 : Hinojal ( EX-373 )
- 528 : Santiago del Campo,  Aire de service
- Pont sur le Rio Almonte
- 539 : Casar de Cáceres
- 542 : Casar de Cáceres, Caseres-nord
- 545 : Caceres-nord ( N-630 )
- 551 : Malpartida de Caceres, Caceres, Portugal ( N-521 ) - Madrid (A-58
- 555 : Badajoz ( EX-100 )
- 564 : Valdesalor, Caceres-sud ( N-630 ),  Aire de service
- 576 : Aldea del Cano,  Aire de service
- 582 : Rincon de Ballesteros, Casas de Don Antonio ( N-630 )
- 590 : Alcuéscar - Montanchez - Carmonita,  Aire de service
- 592 (de et vers Séville) : Carmonita
- 606 : Aljucen ( N-630 ) - La Nava de Santiago, El Carrascalejo ( EX-214 )
- 613 : Mirandilla
- 617  Échangeur autoroutier entre A-5 et A-66 : Mérida - Madrid (A-5); début du tronçon commun avec l'A-5
- 341 (tronc commun avec l'A-5) : Mérida-nord ( EX-209 ),  Aire de service
- Pont sur le Guadiana
- 342 (tronc commun avec l'A-5) : Mérida-El Prado
- 343 (tronc commun avec l'A-5)/625  Échangeur autoroutier entre A-5 et A-66 : Badajoz, Portugal

### De Mérida à Séville
- 343 (tronc commun avec l'A-5)/625  Échangeur autoroutier entre A-5 et A-66 : Badajoz, Portugal
- 626 : Mérida-ouest - Calamonte ( N-630 )
- 627 (de et vers Séville) : Calamonte
- 630 :  Aire de service
- 636 : Torremejía ( N-630 ) - Alange, Don Benito ( EX-105 )
- 641 :  Torremejía-sud ( N-630 )
- 648 : Almendralejo-nord ( N-630 ),  Aire de service
- 650/652 : Almendralejo ( EX-212 )
- 654 (de et vers Séville) : Almendralejo-sud ( N-630 )
- 657 :  Aire de service
- 659 (de et vers Gijon) : Villafranco de Los Barros-nord
- 662 (sens Gijon-Séville) : Aceuchal - Villafranca de los Barros-nord
- 666 : Villafranca de los Barros-ouest, Fuente del Maestre ( EX-360 )
- 670 (de et vers Séville) : Villafranco de Los Barros-sud
- 675/677 : Los Santos de Maimona, Zafra ( EX-101 ) - Hinojosa del Valle ( BA-131 )
- 682 : Los Santos de Maimona-sud
- 684 : Badajoz, Zafra, Cordoue ( N-432 )
- 687 (depuis Gijon) : Medina de las Torres ( N-630 )
- 694 : Calzadilla de los Barros ( N-630 ),  Aire de service
- 700 (de et vers Gijon) : Fuentes de Cantos ( N-630 ) - Bienvenida ( EX-202 ) - Llenera - Montemolin
- 704 : Fuentes de Cantos ( N-630 ) - Bienvenida ( EX-202 ) - Llenera - Montemolin,  Aire de service
- 715 : Montemolin ( N-630 )
- 719 (de et vers Gijon) : Monesterio ( N-630 )
- 722 :Monesterio - Callera de Leon, Pallares, Llerena ( EX-103 )
- 730 : El Culebrin ( N-630 ),  Aire de service
- Passage de l'Estrémadure à l'Andalousie
- 741 : Cala ( A-434 )
- 745 : Santa Olalla del Cala
- 747 : Zufre ( A-461 ) - El Real de la Jara ( A-5301 ) - Santa Olalla del Cala-sud
- 765 : Almadén de la Plata ( A-8175 )
- 768/771 : El Ronquillo ( N-630 )
- Tunnel De la Media Fanega (800 m)
- 783 : Venta del Alto ( N-630 ) - Aracena,Portugal ( N-433 ),  Aire de service
- 790 : Las Pajanosas, Guillena ( SE-3411 )
- 795 : Guerena ( A-477 )
- 798: Guillena ( A-460 ),  Aire de service
- Section en 2x3 voies jusqu'à Séville
- 805 : La Algaba ( A-8079 ) - Italica
- 808 : Santiponce ( N-630 )
- Échangeur autoroutier entre SE-30 et A-66; l'A-66 se termine sur la SE-30 (périphérique de Séville)